# Lori Loughlin
Lori Anne Loughlin (* 28. července 1964, Hauppauge, Long Island) je americká herečka a modelka. Proslavila se rolí Rebeccy Donaldson Katsopolis ze sitcomu Plný dům, který byl vysílán v letech 1987-95. Mezi lety 2004–05 hrála v seriálu Kalifornské léto. Od roku 2008 do roku 2012 hrála v seriálu 90210: Nová generace.

## Mládí
Nikdy přesně neuvedla, kde se narodila; údajně v Queensu v New Yorku nebo Hauppauge na Long Islandu. Sama řekla, že se narodila v Hauppauge, ale narodila se v Queensu. Přestěhovala se, když jí byl necelý rok.
Jejím otcem je Lorellee Loughlin, občanským jménem Joseph Roy Loughlin, operátor na lince hasičů v New Yorku. Lori má irské předky.

## Osobní život
Loughlin se v roce 1989 vdala za bankéře Michaela Burnse. Rozvedli se v roce 1996. Na díkuvzdání v roce 1997 oznámila, že je ve vztahu s módním návrhářem Mossimem Giannulli, kterého poznala již v roce 1995. Mají spolu dvě dcery, Isabellu Rose a Olivii Jade. Olivia má You Tube kanál s módními tipy.
Lorie je také nevlastní matkou Gianni, Mossimovy dcery z předchozího vztahu.
V roce 2020 byla odsouzena na 2 měsíce do vězení, za podvody při přijímacích zkouškách na vysokou školu, kam chtěla dostat své děti. Odsouzený byl i její manžel.

## Filmografie

### Film
| Rok  | Název                                   | Role                           | Poznámky |
| ---- | --------------------------------------- | ------------------------------ | -------- |
| 1983 | Amityville - Dům hrůzy                  | Susan Baxter                   |          |
| 1985 | Lunapark smrti                          | Abby McWilliams                |          |
| 1985 | Tajná ctitelka                          | Toni Williams                  |          |
| 1986 | Rad                                     | Christian                      |          |
| 1987 | Back to the Beach                       | Sandi                          |          |
| 1988 | Noc předtím                             | Tara Mitchell                  |          |
| 1993 | Empty Cradle                            | Jane Morgan                    |          |
| 1997 | Casper - První kouzlo                   | Sheila Fistergraff             |          |
| 1999 | Suckers                                 | Donna DeLuca                   |          |
| 2000 | Kritický bod                            | Janine                         |          |
| 2001 | Magyk                                   | Sally                          |          |
| 2007 | Holky jdeme na to aneb putování tučňáků | Melvin-Smacking Penguin (hlas) |          |
| 2007 | Moondance Alexander                     | Gelsey Alexander               |          |
| 2009 | Starý páky                              | Amanda                         |          |
| 2009 | Meet My Mom                             | Dana                           |          |
| 2013 | Crawlspace                              | Susan Gates                    |          |
| 2013 | When Calls the Heart                    | Abigail Stanton                |          |

### Televizní pořady a seriály
| Rok           | Název                                                 | Role                         | Poznámky                                         |
| ------------- | ----------------------------------------------------- | ---------------------------- | ------------------------------------------------ |
| 1971          | The Smith Family                                      | Neznámá                      | díl: „Family Man“                                |
| 1979          | Too Far to Go                                         | Mladá Judith Maple           | TV film                                          |
| 1980–83       | The Edge of Night                                     | Jody Travis #1               |                                                  |
| 1982          | Matt Houston                                          | Sue                          | díl: „Shark Bait“                                |
| 1983          | The Tom Swift and Linda Craig Mystery Hour            | Linda Craig                  | Neprodaný pilot                                  |
| 1985          | North Beach and Rawhide                               | Candy Cassidy                | TV film                                          |
| 1986          | Braterstvo spravedlivých                              | Christie                     | TV film                                          |
| 1986, 1987    | The Equalizer                                         | Jenny Morrow                 | 2 díly                                           |
| 1986, 1988    | CBS Schoolbreak Special                               | Kelly Sally                  | 2 díly                                           |
| 1987          | A Place to Call Home                                  | Jenny Gavin                  | TV film                                          |
| 1988          | Tales from the Hollywood Hills: The Old Reliable      | Kay Cork                     | TV film                                          |
| 1988          | CBS Summer Playhouse                                  | Tammy                        | díl: „Old Money“                                 |
| 1988–95       | Plný dům                                              | Rebecca Donaldson-Katsopolis | Vedlejší role - 2. řada Hlavní role - 3.-8. řada |
| 1992          | Inside America's Totally Unsolved Lifestyles          |                              | Speciál                                          |
| 1992          | Kruté neřesti                                         | Allison                      | TV film                                          |
| 1992          | Jedeme k babičce                                      | Hosteska                     | TV film                                          |
| 1993          | Empty Cradle                                          | Jane Morgan                  | TV film                                          |
| 1993          | Cizinec v zrcadle                                     | Jill Castle                  | TV film                                          |
| 1994          | One of Her Own                                        | Toni Stroud                  | TV film                                          |
| 1995          | Opouštěná a podvedená                                 | Gerri Jensen                 | TV film                                          |
| 1995–96       | Hudson Street                                         | Melanie Clifford             | Hlavní role, 22 dílů                             |
| 1997          | Smrt v odlesku slávy                                  | Jill Erickson                | TV film                                          |
| 1997          | Nic mi neříkej                                        | Jess Koster                  | TV film                                          |
| 1997          | Správná Susan                                         | Paula                        | díl: „With Friends Like These“                   |
| 1997          | Požehnaná jistota                                     | Leslie                       | TV film                                          |
| 1997          | Show Jerryho Senfelda                                 | Patty                        | díl: „The Serenity Now“                          |
| 1997          | Dítě Medúzy                                           | Dr. Linda McCoy              | miniseriál                                       |
| 2001          | Cursed                                                | Natalie Keith                | díl: „..And Then They Tried to Make Some Rules“  |
| 2001          | Všichni starostovi muži                               | Michelle                     | 3 díly                                           |
| 2002          | Eastwick                                              | Sukie Ridgemont              | Neprodaný pilot                                  |
| 2002          | Birds of Prey                                         | Carolyn Lance/Black Canary   | díl: „Sins of the Mother“                        |
| 2002          | Kancelářská krysa                                     | Robin                        | 2 díly                                           |
| 2004          | Justice League Unlimited                              | Dr. Tracy Simmons (hlas)     | díl: „The Greatest Story Never Told“             |
| 2004–05       | Kalifornské léto                                      | Ava Gregory                  | Hlavní role, 26 dílů                             |
| 2005          | Pohřešovaní                                           | Dr. Joy Gribben              | díl: „Anything for the Baby“ (Parts 1 & 2)       |
| 2006          | Jake in Progress                                      | Lindsay                      | díl: „The Two Jakes“                             |
| 2006          | Posel ztracených duší                                 | Christine Greene             | díl: „Demon Child“                               |
| 2007          | In Case of Emergency                                  | Dr. Joanna Lupone            | Hlavní role, 13 dílů                             |
| 2008–11, 2012 | 90210: Nová generace                                  | Debbie Wilson                | Hlavní role - 1.-3. řada host - 5. řada          |
| 2010          | Příběh vojáka                                         | Dana Marshall                | TV film                                          |
| 2013          | A Mother's Rage                                       | Rebecca Mayer                | TV film                                          |
| 2013          | Agentura Jasno                                        | Dr. Joan Diamond             | díl: „Nip and Suck It“                           |
| 2013          | Closer: Nové případy                                  | Paní Slayter                 | díl: „Hlubiny“                                   |
| 2013          | Addicts Anonymous                                     | Paní Goldberg                | díl: „Choices“                                   |
| 2013          | When Calls the Heart                                  | Abigail Stanton              | TV film                                          |
| 2013–17       | Garage Sale Mystery: All That Glitters                | Jennifer                     | TV film                                          |
| 2014–dosud    | When Calls the Heart                                  | Abigail Stanton              | Hlavní role                                      |
| 2014          | Enlisted                                              | Sama sebe                    | díl: „Alive“                                     |
| 2014          | The Neighbors                                         | Tina Giannulli               | díl: „High School Reunion“                       |
| 2015          | Garage Sale Mystery: The Deadly Room                  | Jennifer Shannon             | TV film                                          |
| 2015          | Severní pól: Na Vánoce otvíráme                       | Mackenzie Warren             | TV film                                          |
| 2015          | Garage Sale Mystery: The Wedding Dress                | Jennifer Shannon             | TV film                                          |
| 2016          | Spravedlnost v krvi                                   | Grace Edwards                | díl: „Pro vyšší dobro“                           |
| 2016          | Garage Sale Mystery: Guilty Until Proven Innocent     | Jennifer Shannon             | TV film                                          |
| 2016          | Garage Sale Mystery: The Novel Murders                | Jennifer Shannon             | TV film                                          |
| 2016          | Every Christmas Has a Story                           | Kate Harper                  | TV film                                          |
| 2016–2017     | Fuller House                                          | Rebecca Donaldson-Katsopolis | hlavní role, 10 dílů                             |
| 2017          | Garage Sale Mystery: The Art of Murder                | Jennifer Shannon             | TV film                                          |
| 2017          | Garage Sale Mystery: The Beach Murder                 | Jennifer Shannon             | TV film                                          |
| 2017          | Garage Sale Mystery: Murder by Text                   | Jennifer Shannon             | TV film                                          |
| 2017          | Garage Sale Mystery: Murder Most Medieval             | Jennifer Shannon             | TV film                                          |
| 2017          | Garage Sale Mystery: A Case of Murder                 | Jennifer Shannon             | TV film                                          |
| 2018          | Garage Sale Mystery: Pandora's Box                    | Jennifer Shannon             | TV film                                          |
| 2018          | Garage Sale Mystery: The Mask Murder                  | Jennifer Shannon             | TV film                                          |
| 2018          | Garage Sale Mysteries: Picture a Murder               | Jennifer Shannon             | TV film                                          |
| 2018          | Garage Sale Mysteries: Murder In D Minor              | Jennifer Shannon             | TV film                                          |
| 2018          | When Calls the Heart: The Greatest Christmas Blessing | Abigail Stanton              | TV film                                          |
| 2018          | Homegrown Christmas                                   |                              | TV film                                          |

## Ceny a nominace
- Daytime Emmy Award
  - 1989: Nominována na cenu "Nejlepší herečka v pořadu pro děti" – CBS Schoolbreak Special
- PRISM Awards
  - 2006: Vyhrála cenu, "Nejlepší role v dramatickém filmu" – Summerland
- TV Land Award
  - 2004: Nominová na cenu, "Nejlepší herec v netradiční rodině" – Plný dům
- Teen Choice Award
  - 2009: Nominována na cenu "Nejlepší vedlejší role" – 90210
- Young Artist Award
  - 1983: Nominována na cenu, "Nejlepší mladá herečka v každodenním seriálu" – The Edge of Night
  - 1987: Vyhrála cenu, "Michael Landon Award" – CBS Schoolbreak Special